# Théophile Cailleux
Pour les articles homonymes, voir Cailleux.
Pierre-Théophile Cailleux, né le 14 janvier 1816 à Folies (Somme) et mort le 20 août 1890 dans le 6e arrondissement de Paris, est un homme de lettres français remarqué pour ses supputations historiques aberrantes.

## Biographie
La présomption erronée de sa supposée nationalité belge résulte probablement du fait que Théophile Cailleux vécut et se maria effectivement à Bruxelles, où il exerça la profession d’enseignant plutôt que d’avocat. L’idée acquit d’autant plus de crédit qu’il conféra une place centrale à la Belgique dans ses spéculations historiques. 
Pourtant, ce fils et petit-fils de maréchaux-ferrants de souche picarde avait fait au préalable ses études à Abbeville et était bel et bien Français par sa filiation. Ses parents étaient Jean-Baptiste Cailleux, mort âgé de 81 ans « à Folies où il est né » le 3 janvier 1872, et Mélanie Formentel, décédée à 74 ans « morte à Folies, née au même lieu » le 12 avril 1860. 
Esprit original friand de paradoxes historiques, Théophile Cailleux énonça, dans une succession de sept livres publiés de 1878 à 1894, une série de propositions érudites qui prétendaient révolutionner la compréhension de l’histoire antique. Il y fait des Celtes le peuple originel de l’Occident et de sa civilisation. Il situe leur berceau en Belgique et discerne la trace de leur expansion migratoire et culturelle à travers les continents en s’appuyant sur des extrapolations étymologiques hasardeuses. Il réinterprète la mythologie grecque à l’aune de ce prisme, ce qui le mène à resituer les lieux de l’Iliade et l’Odyssée en Europe Occidentale. Le véritable emplacement de la cité de Troie se trouverait ainsi en Angleterre sur les hauteurs de Gog Magog Hills près de Cambridge, et ses survivants auraient fui en Amérique du Sud et en Corée. Pour leur part, Ulysse roi d’Ithaque aurait Cadix pour véritable patrie et abordé à Cuba durant son périple à travers l’Atlantique, tandis que Ménélas aurait consulté l’oracle de Pharos à… Paris. Les druides seraient les pères spirituels des brahmanes. La relecture de la Bible par Cailleux est tout aussi originale : il voit en l’Ibérie l’antique patrie des Hébreux et identifie Tolède comme l’authentique Jérusalem. 
Les hypothèses de Théophile Cailleux ne sont pas exclusivement de son cru. Il s’inspire notamment, dans ses théories gauloises, des écrits (décriés dès leur publication) du juriste flamand Charles-Joseph de Grave, auteur de la République des Champs-Élysées, ou Monde ancien. In fine, malgré tous les efforts de l’auteur, les échos donnés par la critique littéraire et scientifique à l’œuvre de Cailleux sont limités. Il ne retient  guère que l’attention polie et circonspecte de la presse belge, flattée par le passé prestigieux conféré à son pays,, et l’intérêt fasciné de publications ésotériques,. En revanche, les rares évocations de sa production formulées par la critique savante sont sans indulgence envers un propos jugé farfelu. Le ton en est donné par le compte-rendu railleur de son livre sur Belges et Bataves inséré en 1881 dans La Revue politique et littéraire, qui énonce ironiquement que « M. Théophile Cailleux poussé par un louable patriotisme, a entrepris de restituer Homère à la Belgique, sa véritable patrie », et conclut non moins narquoisement que « M. Cailleux démontrera dans un prochain ouvrage que la Palestine était aussi en Belgique et que Moïse était Belge »… faisant ainsi involontairement preuve d'une certaine prescience. L’avis de La Revue blanche est tout aussi défavorablement tranché en 1903.
Très peu prises au sérieux par les milieux académiques, qui classent leur auteur dans la catégorie des « fous littéraires », les conceptions fantasques de Cailleux ont eu l’heur en revanche d’inspirer la littérature de fiction, et de stimuler la vocation d’essayistes liant sensationnalisme et ésotérisme. Dans son thriller Odyssée (titre original : Trojan Odyssey) publié en 2003, le romancier américain Clive Cussler s’appuie ainsi explicitement sur la thèse de Cailleux situant l’Ithaque d’Ulysse à Cadix. De son côté, l’économiste néerlandais Iman Wilkens a repris et illustré en 2017 les dires géographiques de Théophile Cailleux sur la Troie anglaise et le périple d’Ulysse.

## Publications
- Origine celtique de la civilisation de tous les peuples. Théorie nouvelle, Paris, Maisonneuve , 1878, III-535 p.
- Poésies d'Homère faites en Ibérie et décrivant non la Méditerranée mais l'Atlantique, Paris, Maisonneuve , 1879, 454 p.
- Pays Atlantiques décrits par Homère, Ibérie, Gaule, Bretagne, Archipels, Amérique : théorie nouvelle, Paris, Maisonneuve , 1879, 483 p.
- Belges et Bataves, leur origine, leur haute importance dans la civilisation primitive, d'après les théories nouvelles, Bruxelles,  Weissenbruch, 1881, 229 p.
- Théorie nouvelle sur les origines humaines, Homère en Occident, Troie en Angleterre, Bruxelles, P. Weissenbruch, 1883, 267 p.
- Troie en Angleterre. Ménélas à Paris. Résumé de huit conférences faites à Paris, par Théophile Cailleux, Paris, Ghio, 1885, 36 p.
- La Judée en Europe : la vérité sur les Juifs, leur origine et leur religion ; précédé d'une préface par Charles-M. Limousin et d'une notice biographique par E. de Reyle, Paris, Chamuel, 1894, XL-223 p.

## Sources
- Jean-Claude Dinguirard, « Toponymie visionnaire : un centenaire [Théophile Cailleux] », Via Domitia, tome XV, 1979, fascicule 4, no XXII, pp. 89-94.
- Ceri Crossley, « P.T. Cailleux : celtomane extraordinaire », Romantisme, année 1982, no 37, pp. 53-64.
- André Blavier, Les fous littéraires, Henri Veyrier. 1982,  (ISBN 9782851992680), 926 pages.
- Étienne Bourdon, La forge gauloise de la nation : Ernest Lavisse et la fabrique des ancêtres, Lyon, ENS Éditions, 2017,  (ISBN 9782847888942), 300 pages (p.214).
- Iman Wilkens, La guerre de Troie a bien eu lieu... mais ailleurs, Paris, Plon, 2017,  (ISBN 9782259259774), 544 pages.